# Port Arthur – Die Schlacht im Chinesischen Meer
Port Arthur – Die Schlacht im Chinesischen Meer ist ein von Tōhō produzierter japanischer Kriegsfilm über den Kampf um den Hafen Port Arthur während des Russisch-Japanischen Krieges und die entscheidende Seeschlacht von Tsushima. Er kam am 1. August 1969 in die japanischen Kinos. In den USA war der Film ab dem Oktober 1970 und dem Titel Battle of the Japan Sea zu sehen.

## Handlung
Nach dem Boxeraufstand zogen die britischen, amerikanischen, französischen, deutschen, japanischen und italienischen Truppen aus der Mandschurei ab, nur Russland behielt 50.000 Soldaten da und stockte sogar noch auf. Japans wiederholte Proteste blieben folgenlos.
Am 12. Januar 1904 schickt Kaiser Meiji als letzte diplomatische Geste ein Telegramm direkt an den russischen Zaren mit dem Inhalt: „Die Unterbrechung der diplomatischen Beziehungen zwischen den beiden Ländern ist bedauerlich“. Das Telegramm bleibt unbeantwortet.
Yamamoto Gonnohyōe, Minister der Marine, berät Itō Hirobumi über die sofortige Mobilisierung der Marine. Am 5. Februar werden die diplomatischen Beziehungen zwischen Japan und Russland abgebrochen, und der Oberbefehlshaber der alliierten Flotte, Tōgō Heihachirō, bereitet den Angriff auf den von Russland besetzten Hafen Port Arthur vor.
Währenddessen führt Major Akashi Motojiro geheime Verhandlungen mit den bolschewistischen Revolutionären in Russland, die unter anderem darauf abzielen, die Dynastie der Romanows zu stürzen.
Nach großen Verlusten auf beiden Seiten rüstet Admiral Tōgō Heihachirō gegen Russlands baltische Flotte, deren 40 Schiffe viele Monate für die Umsegelung Afrikas und Südasiens benötigen. Die nun folgende Seeschlacht wird die russische Marine nachhaltig schädigen und Japan als ernstzunehmenden Gegner einer europäischen Militärmacht etablieren.

## Belege
1. ↑  Nihon tokusatsu gensō eiga zenshū (Shohan ed.). Tōkyō: Keibunsha. 1997. S. 205. ISBN 978-4-7669-2706-1.
2. ↑  Battle of the Japan Sea (1969) – IMDb. Abgerufen am 17. Juni 2022.